# ACM Transactions on Multimedia Computing, Communications, and Applications
La revue ACM Transactions on Multimedia Computing, Communications, and Applications (abrégée en TOMM) est une revue scientifique trimestrielle à évaluation par les pairs qui a pour but de publier les derniers développements en informatique multimédia.  La revue est publiée par l'Association for Computing Machinery. En mai 2014, l'acronyme a été changé de TOMMCAP en TOMM.
Le rédacteur en chef est, en 2020, Alberto del Bimbo, de l'Université de Florence.

## Description
Le journal est concerné par l'informatique multimédia (dispositifs d'entrée-sortie, systèmes de stockage,  les intergiciels de streaming, les représentations continues des médias, le codage des médias, le traitement des médias  etc.), la communication multimedia (protocoles en temps réel, streaming média de bout en bout, allocation des ressources, protocoles de multidiffusion etc.), et applications multimédia applications (bases de données, collaboration distribuée, vidéoconférence, environnements virtuels en 3D etc.)." 

## Résumés et indexation
Le journal est indexé par, et des résumés sont publiés dans les bases de données usuelles de l'ACM, et notamment DBLP, SCOPUS, Google Scholar, Microsoft Academic Search, National Institute of Informatics, Science Citation Index Expanded ou Current Contents/Engineering, Computing & Technology.
Le facteur d'impact sur SCImago Journal Rank, il est de 0,92 en 2019.

## Articles liés
- Association for Computing Machinery
- Liste de revues d'informatique